# Le Versoud
Le Versoud är en kommun i departementet Isère i regionen Auvergne-Rhône-Alpes i sydöstra Frankrike. Kommunen ligger i kantonen Domène som tillhör arrondissementet Grenoble. År 2022 hade Le Versoud 4 940 invånare.

## Befolkningsutveckling
Antalet invånare i kommunen Le Versoud
Referens:INSEE